# Karsten Friis Johansen
Karsten Friis Johansen (5. december 1930 på Frederiksberg, død 29. juli 2010) var en dansk klassisk filolog og filosofihistoriker. Han var født i Solbjerg Sogn (Frederiksberg), uddannet filolog og historiker. Bror til den klassiske filolog Holger Friis Johansen, begge sønner af den klassiske arkæolog Knud Friis Johansen.
Karsten Friis Johansen var fagreferent i græsk på Det Kongelige Bibliotek fra 1957-1968 og var begyndt som underviser i filosofi på Københavns Universitet hvor han var professor i antikkens og middelalderens filosofi 1969-1998. Han var medlem af Det kongelige danske Videnskabernes Selskab fra 1978 og det norske Videnskabsakademi. Fra 1971 til 1987 var han desuden bestyrelsesmedlem i Platonselskabet.

Friis Johansen skrev især om Platon. I 1964 forsvarede han sin disputats om Platons Parmenides. Hvor man hos filologer og idéhistorikere kan savne fagfilosofisk dybde og filosofisk-analytisk styrke, kunne man svært beklikke Friis Johansens klassisk filologiske uddannelse, han skrev vor tids danske standardværk om antikkens filosofi i Den europæiske filosofis historie 1 (1991), på 851 sider, der også udkom på engelsk hos Routledge i 1998. Den fik følgende anmelderskudsmål med på vejen:
"En succesfuld og imponerende bog. Johansen er uden tvivl en mester på sit område". (George Boys-Stones, University of Durham, UK).